# سیارک ۱۳۰۰۳
سیارک ۱۳۰۰۳ (به انگلیسی: 13003 Dickbeasley، نامگذاری:1982FN) سیزده هزار و سومین سیارک کشف شده‌است که در ۲۱ مارس ۱۹۸۲ کشف شد.